# تسمم الميثانول الإسباني
تسمم الميثانول الإسباني (بالإسبانية: Caso del metílico) حدث في أوائل عام 1963 عندما باع تاجر كحول روجيليو أغيار من أورينسي جليقية في إسبانيا مشروبات تحتوي على كميات خطيرة من الميثانول. كوب واحد من الشراب كان كافياً للقتل أو العمى، الإحصاء الرسمي للضحايا هو 51 قتيلاً و9 مكفوفين، لكن تقديرات عدد الضحايا تتراوح بين 1.000 و5.000 قتيل.
حصل روجيليو أغيار على 75.000 لتر من الميثانول، والتي استخدمتها لإنتاج المشروبات المختلطة. كانت الصفقة مفيدة للغاية، حيث كان الميثانول أرخص بكثير من الكحول الإيثيلي الحقيقي. باع روجيليو أغيار الميثانول إلى شركة من فيغو تُدعى لاغو إي هيغوس.
لوحظت الوفيات الأولى في لانزاروت في فبراير. بدأت المفتشة الصيدلانية البلدية ماريا إليسا ألفاريز أوبايا بالتفكير في إمكانية التسمم، عندما لاحظت أن أربعة ضحايا كانوا في نفس الحفلة. قامت بتحليل مشروباتهم وأكدت أن هذه حالة تسمم بالميثانول. على الرغم من أن الصيدلي نشر تحذيرات، فقد أصيب عدد أكبر من الناس بالتسمم، وتوفي إجمالاً 16 شخصًا في جزر لانزاروت ولا جوميرا وتينيريفي الكناري. وفي الوقت نفسه تم تسجيل وفيات جديدة يوميًا في البر الرئيسي لإسبانيا في جليقية.
حُكم على رجال الأعمال بالسجن لمدة تتراوح بين 1 و20 عامًا بتهمة تعريض الصحة العامة للخطر. كان من المفترض أن يحصل الضحايا على تعويضات، لكن بسبب حالات الإفلاس لم يحصلوا على المال.
قام الصحفي والكاتب الجاليكي فرناندو رودريغيز مينديز بالتحقيق في هذه القضية لمدة خمس سنوات ونشر العديد من الكتب التي أعادت قصة المال والسم والموت إلى الوقت الحاضر.